# Tabata Amaral
Tabata Claudia Amaral de Pontes (San Paolo, 14 novembre 1993) è una politica, astrofisica e attivista brasiliana, attivista educativa eletta nel 2018 deputato federale del Partito Socialista Brasiliano (PSB) per lo stato di San Paolo. Per tutto il 2019 è stata vice leader del Partito Democratico Laburista (PDT) e della coalizione politica associata. Nel maggio 2021 ha lasciato il partito e, mantenendo il seggio, nel settembre 2021 è entrata nel PSB.
Come attivista per l'istruzione in Brasile, Amaral ha co-fondato due organizzazioni: Vontade de Aprender Olímpica, che prepara gli studenti brasiliani a competere nelle olimpiadi internazionali, e Movimento Mapa Educação, che promuove l'uguaglianza nell'istruzione in Brasile. 
Prima di frequentare l'università, Amaral ha rappresentato il Brasile in cinque concorsi scientifici internazionali. Si è poi laureata in astrofisica e scienze politiche all'Università di Harvard. È stata anche editorialista per Rádio CBN e la rivista Glamour. Dall'aprile 2019 è editorialista del quotidiano Folha de S.Paulo e Nexo Jornal. Nel 2019 è stata nominata dalla BBC come una delle 100 donne più influenti al mondo.

## Biografia
Tabata Amaral de Pontes è la figlia di Maria Renilda Amaral Pires, collaboratrice domestica, e Olionaldo Francisco de Pontes, conducente di autobus. Ha un fratello minore, Allan. Sono cresciuti a Vila Missionária, un quartiere povero situato nella zona sud di San Paolo, alla periferia della città.
Tabata Amaral ha ricevuto l'istruzione primaria nelle scuole pubbliche locali. In prima media, all'età di 12 anni, Amaral ha partecipato all'edizione 2005 delle Olimpiadi di matematica della scuola pubblica brasiliana (OBMEP) e ha vinto una medaglia d'argento al primo tentativo. L'anno successivo, grazie alla sua medaglia d'oro e all'ottimo rendimento accademico, ottenne una borsa di studio completa presso il Colégio ETAPA, una scuola privata a San Paolo, dove completò gli studi secondari. Negli anni successivi rappresentò il Brasile alle Olimpiadi internazionali di chimica, astronomia e astrofisica.
Nel 2012, ad Amaral è stata offerta una borsa di studio completa per numerose prestigiose università, sei delle quali negli Stati Uniti: Harvard University, Yale University, Columbia University, Princeton University, University of Pennsylvania e California Institute of Technology; e presso l'Università di San Paolo. Ha scelto Harvard.

## Vita accademica
Amaral si è laureata magna cum laude all'Università di Harvard in Scienze politiche e Astrofisica.
Nella sua tesi universitaria, Amaral ha condotto un'analisi delle riforme educative nei comuni brasiliani, sostenendo che, nonostante l'espansione dell'accesso all'istruzione in Brasile negli ultimi due decenni, la qualità dell'istruzione federale rimane carente rispetto agli standard internazionali.
Secondo lei, i paesi dell'America Latina hanno potuto realizzare importanti progressi nell'offerta delle assicurazioni sociali, dell'assistenza sociale e di alcuni servizi sociali. Tuttavia, la qualità dell’istruzione rimane molto bassa in tutta la regione. La sua tesi delinea una nuova serie di dati sui 5.570 comuni del Brasile ed è il risultato di un lavoro sul campo condotto in sette di essi per spiegare i livelli di variazione municipale nei risultati scolastici. Sostiene che le riforme dell’istruzione hanno maggiori probabilità di essere introdotte, sostenute e di successo quando c’è continuità politica nel governo municipale. Inoltre, secondo lei, la competizione politica non influisce sull’attuazione di difficili riforme educative, e livelli più elevati di competizione hanno effetti negativi sui risultati scolastici nelle piccole città. La sua tesi ha ricevuto il Kenneth Maxwell Senior Thesis Prize in studi brasiliani e l'Eric Firth Prize per il miglior saggio sul tema degli ideali democratici. Subito dopo la laurea, è tornata in Brasile per dedicarsi all'attivismo sociale.

## Attivismo sociale
Nel 2014, Amaral ha co-fondato l'organizzazione di difesa dell'istruzione Movimento Mapa Educação (Movimento della mappa dell'istruzione) con Lígia Stocche e Renan Ferreirinha. L'organizzazione ha raccolto preoccupazioni sull'istruzione tra i giovani in Brasile e ha poi interrogato i candidati su tali questioni relative all'istruzione durante le elezioni municipali brasiliane del 2016, diffondendo ampiamente le loro risposte sui social media. 
Nel 2017, Amaral ha co-fondato l'organizzazione Acredito (che significa "Credo") con Felipe Oriá e José Frederico Lyra Netto. L'organizzazione promuove i giovani politici progressisti che cercano una carica per la prima volta, con particolare attenzione all'aumento della diversità dei deputati federali. 

## Carriera politica

### Elezioni del 2018
Durante le elezioni generali del 2018, la campagna di Amaral per un seggio al Congresso brasiliano si è concentrata principalmente sull'istruzione. Ha ricevuto 264.450 voti, il sesto voto più alto di qualsiasi candidato nello stato di San Paolo.  Al momento della sua elezione, era membro del Partito Democratico Laburista (PDT).

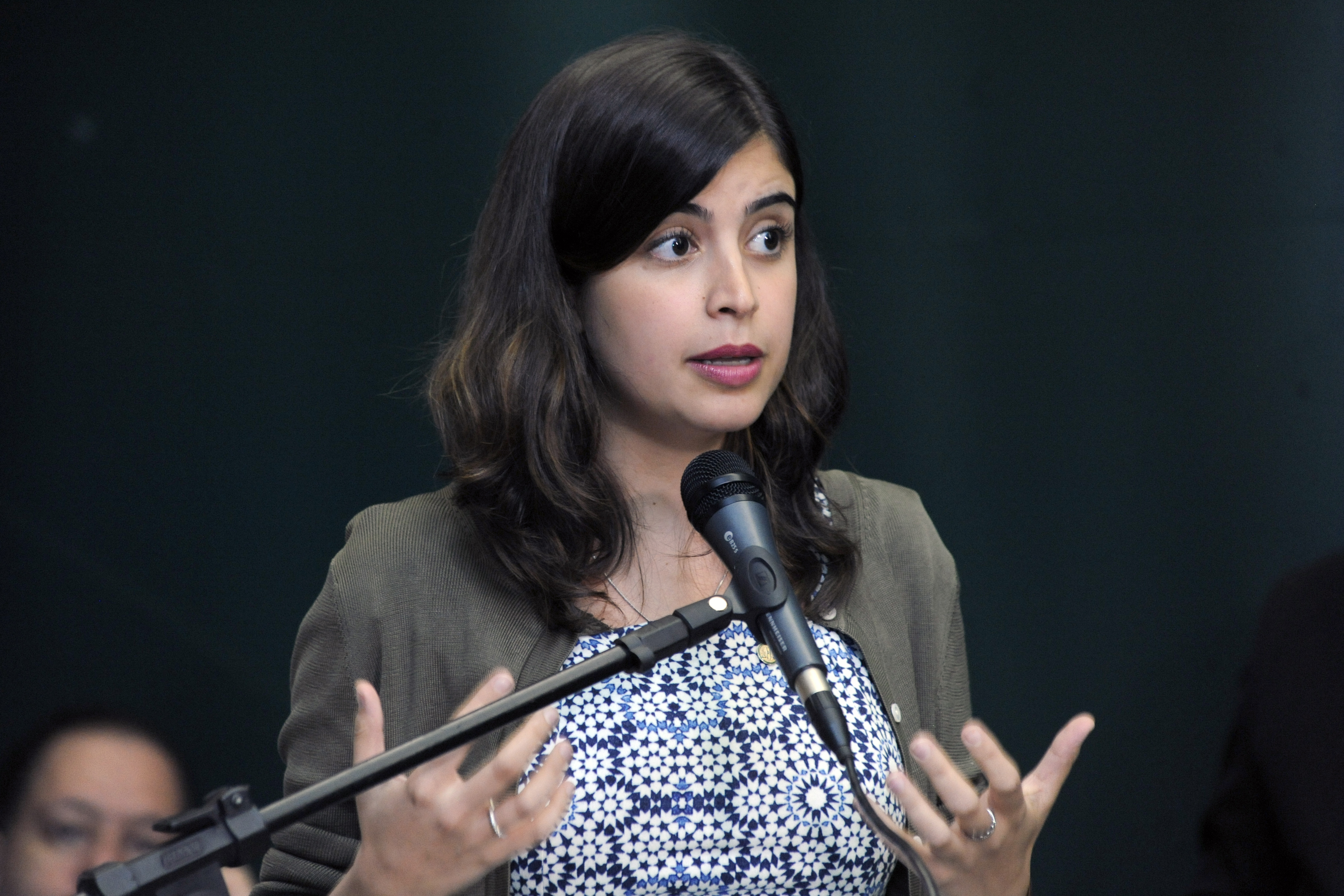
Tabata Amaral nel marzo 2019

Tabata è cofondatrice del Movimento Believe, che mira al rinnovamento del congresso. Nell'ottobre 2017, è stata una degli undici leader a partecipare a un incontro con l'ex presidente americano Barack Obama durante la sua visita a San Paolo. Nel luglio 2018, è stata la leader più giovane a partecipare a un dibattito con l'attivista pakistana e vincitrice del Premio Nobel per la pace Malala Yousafzai durante la sua prima visita in Brasile.
Basandosi sul suo background di attivista per l'istruzione, Amaral è diventata una forte critica dell'istruzione e le è stato attribuito il merito di essere in parte responsabile della rimozione di Ricardo Vélez Rodríguez dalla carica di ministro dell'Istruzione nel governo di Jair Bolsonaro.
Ha fatto parte della Commissione per l'Istruzione, della Commissione per la Difesa dei Diritti delle Donne e come membro supplente della Commissione per la Scienza e la Tecnologia, la Comunicazione e l'Informatica. Dal 20 febbraio 2019 al 25 aprile 2019 è stata vicepresidente del Blocco PDT, la coalizione elettorale del PDT.  Da giugno a novembre dello stesso anno è stata vicepresidente del PDT.

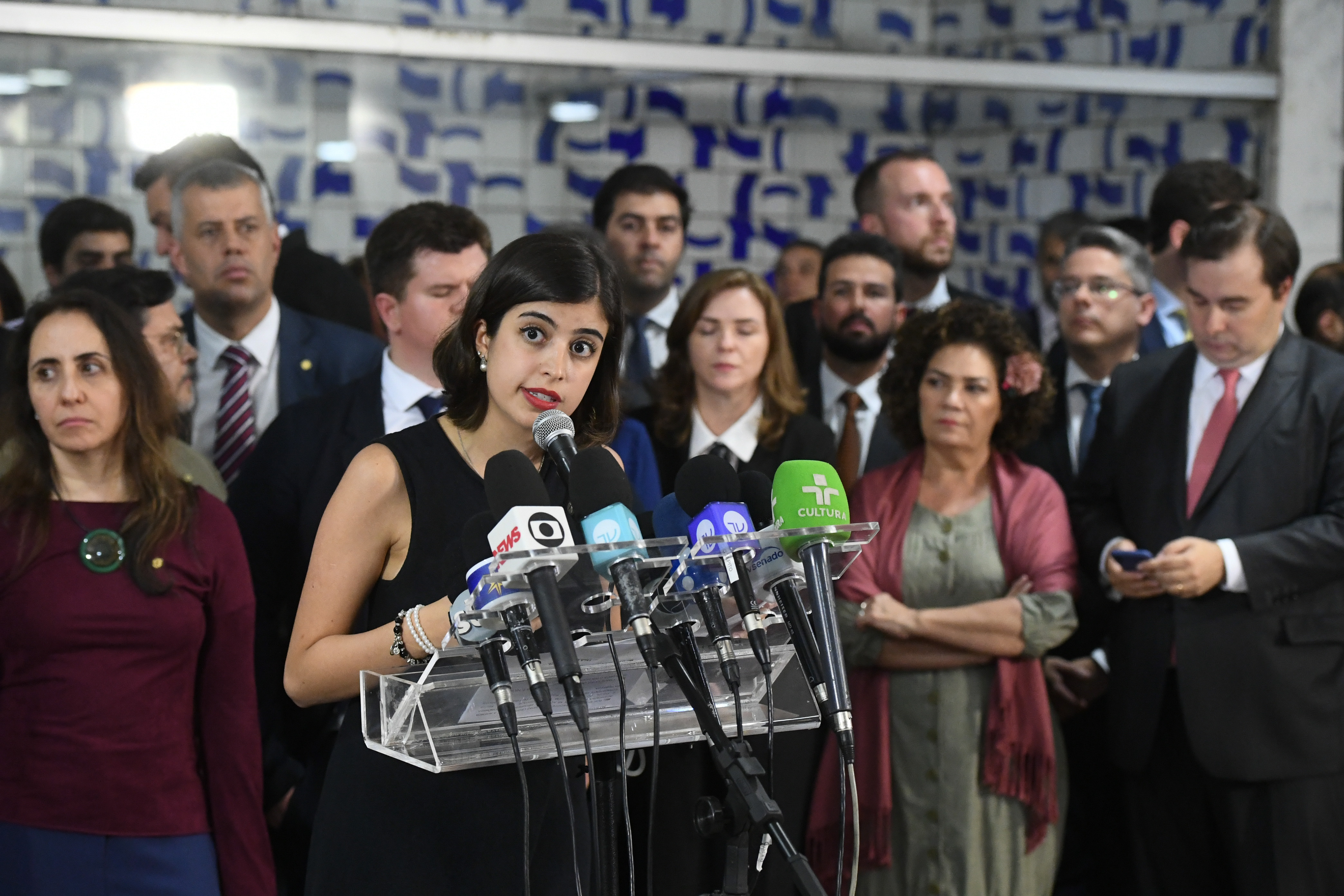
Tabata in una conferenza stampa al Congresso nel novembre 2019

Amaral ha votato per la riforma del sistema di sicurezza brasiliano, che aumenterebbe l’età pensionabile; questa era una delle politiche principali del governo di Jair Bolsonaro e il PDT si è opposto alla riforma. Amaral ha rotto con il partito insieme ad altri 8 deputati del PDT per votare a favore della riforma, affermando che le riforme sarebbero vantaggiose per l'istruzione in Brasile. Per questo venne temporaneamente sospesa dal partito. Di conseguenza, nel settembre 2021, Amaral ha annunciato di aver lasciato il PDT per aderire al PSB (Partito socialista brasiliano).

## Controversie
Nel luglio 2019, le riviste Veja e Exame hanno rivelato che Amaral aveva assunto il suo fidanzato di allora, Daniel Alejandro Martínez, per lavorare alla sua campagna elettorale del 2018.  Secondo la Corte elettorale superiore, Amaral ha speso 23.000 reais (all’epoca circa 6.000 dollari)) del fondo elettorale pubblico per pagare questi servizi, forniti tra agosto e ottobre 2018.  La squadra di Amaral non ha presentato i risultati dei servizi forniti da Martínez. In un altro caso, la Corte Suprema Federale aveva precedentemente stabilito che assumere parenti o coniugi con fondi elettorali è legale, ma la pratica è stata ampiamente condannata da giornalisti e commentatori. La rivista Veja ha affermato che era ipocrita da parte di Amaral impegnarsi in questa pratica, poiché in una precedente intervista con la rivista aveva assunto la posizione anti-corruzione secondo cui "il rinnovamento in politica non significa cambiare il nome delle cose o del volto al potere, ma un cambiamento di pratiche".